# Röntgenlassen
Röntgenlassen is een experimenteel lasprocedé waarbij hoogenergetische röntgenstraling wordt gebruikt om het materiaal plaatselijk te laten smelten.

## Kenmerken
Deze lastechniek wordt gerekend tot de categorie 'bundellassen': de energie voor het lassen wordt aan het werkstuk toegevoegd door een zeer krachtige röntgenstraal.
Doordat het een niet-elektrische methode is, kan hij ook gebruikt worden voor het lassen van niet-geleidende materialen zoals keramiek.

## Achtergrond
Veel lasmethoden die gebruikt worden voor het lassen van materialen met een zeer hoog smeltpunt, voegen hitte toe vanaf de buitenzijde van het materiaal. Bij het lassen van dik materiaal treedt daardoor een ongelijke doorlassing op, met tot gevolg een mindere laskwaliteit.
Een lasmethode die dit probleem niet kent, is het keyholelassen. Daarbij wordt door een zeer energierijke bundel (bijvoorbeeld een laserstraal of een elektronenbundel) het werkstuk langs de lasnaad over de hele diepte verdampt, waarna het aaneen smelt.
Voor veel materialen is dit een uitstekende oplossing, maar bij het lassen van sommige materialen, die vooral in de lucht- en ruimtevaart worden toegepast (met name keramische stoffen en composieten van keramiek en metaalvezels) treedt een significante verzwakking op ter plaatse van de lasnaad. Om dit te vermijden is een methode nodig waarbij over de hele diepte van de lasnaad hitte wordt toegevoegd zonder dat een keyhole ontstaat. Met een krachtige röntgenbundel zou dit mogelijk moeten zijn.

## Ontwikkelingen
Tot voor kort waren röntgenbronnen die sterk genoeg waren om dergelijke lassen te kunnen maken, niet beschikbaar. Maar met de derde generatie synchrotrons komt deze mogelijkheid binnen handbereik.